# Rue Armonville
La rue Armonville est une voie de la commune de Reims, située au sein du département de la Marne, en région Grand Est.

## Situation et accès
La rue Armonville appartient administrativement au Quartier Barbâtre - Saint-Remi - Verrerie.
La voie est à sens unique et en légère descente depuis la rue des Créneaux.

## Origine du nom
Elle porte ce nom en l'honneur de l'ouvrier député Jean-Baptiste Armonville.

## Historique
Ancienne « rue Perdu » elle prend sa dénomination actuelle en 1903.

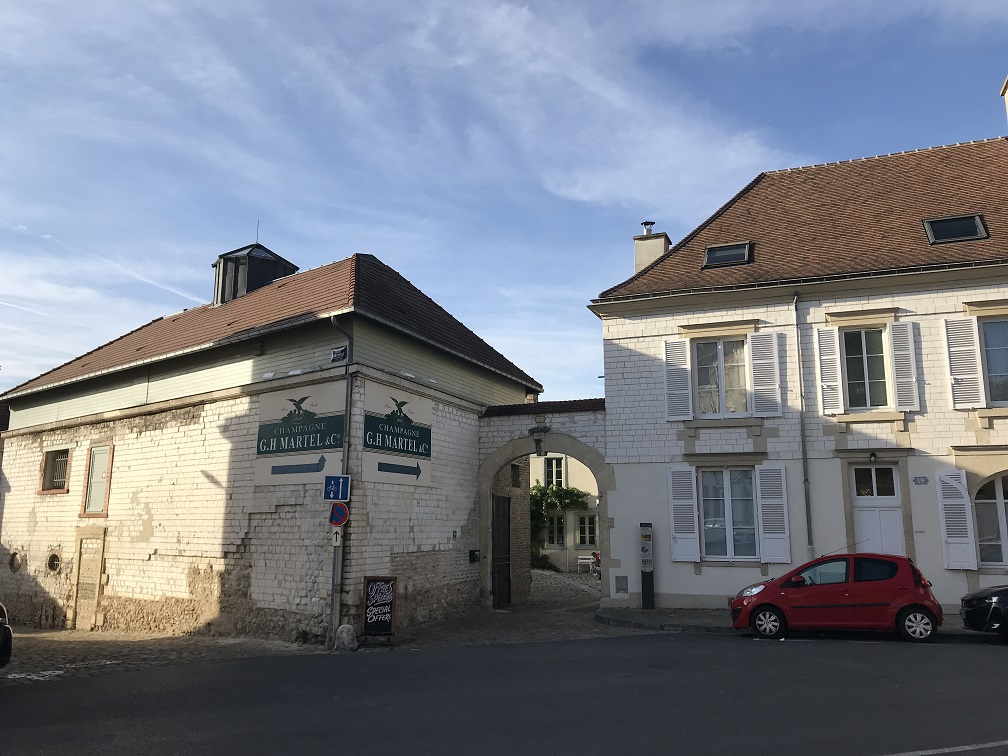
Champagne GH Martel ancienne brasserie Tourelle puis Gouverneur.

## Bâtiments remarquables et lieux de mémoire
- La salle de réunion municipale : elle a été rasée en 2018 pour être remplacée par un immeuble.
- Les bains Douches de la rue d’Armonville : à leur place, Le Clos d’Armonville, une résidence de 48 appartements a été construite en conservant partiellement la façade des Bains-Douches.

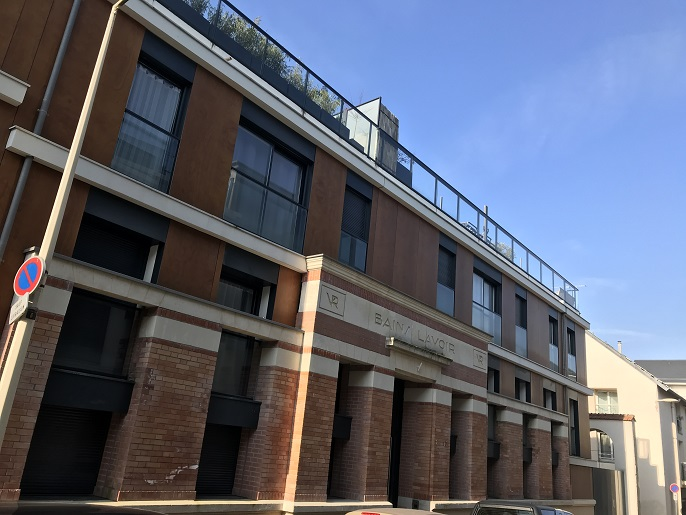
Facade de anciens bains de la rue d'Armonville